# Verdikousa
Verdikousa (in greco Βερδικούσα?) è una ex comunità della Grecia nella periferia della Tessaglia di 2 236 abitanti secondo i dati del censimento 2001.
È stata soppressa a seguito della riforma amministrativa detta Programma Callicrate in vigore dal gennaio 2011 ed è ora compresa nel comune di Tempes.